# Repoblament de Mallorca
El repoblament de Mallorca va ser un procés de colonització de l'illa de Mallorca portat a terme per la Corona d'Aragó que tengué per finalitat l'establiment de població fixa després del trasbals poblacional que suposà la croada contra Al-Mayûrqa. El procés començà el primer any després de la Conquesta (1230) i s'allargà fins a l'arribada de la Pesta Negra (1348), amb pobladors procedents de tots els territoris amb vincles amb la casa reial però principalment de Catalunya i, en concret, de les diòcesis de Elna, Vic, Barcelona i, sobretot, de Girona.

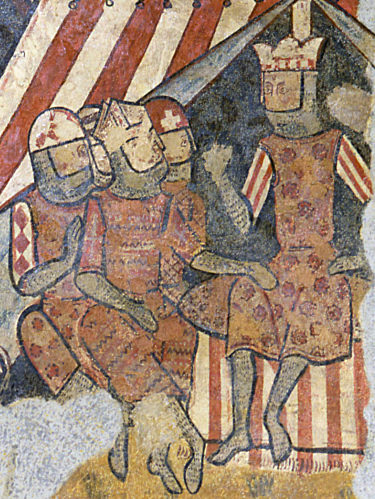
El Rei en Jaume amb el bisbe Berenguer de Palou, un dels principals beneficiaris del Repartiment

## El Repartiment
La Conquesta de Mallorca, duta a terme a mitges entre el rei d'Aragó Jaume I i altres nobles catalans, començà el setembre de 1229 i conclogué el 1232. Ja a partir del moment que la ciutat de Mallorca ja havia estat conquerida, es comencen a fer els primers repartiments de terres entre els conqueridors principals: el Rei en Jaume, el comte d'Empúries Hug IV, el comte de Rosselló Nunyo Sanç, el bisbe de Barcelona Berenguer de Palou i el comte de Bearn Gastó de Montcada. Al seu torn, aquests magnats hagueren de repartir les seves terres entre els que els havien ajudat en la conquesta, fos amb finançament o amb homes, i així hi hagué uns segons repartiments en què hi hagué petits i grans beneficiaris, com Bernat de Santa Eugènia, Guillem de Montgrí, la ciutat de Marsella o l'Orde del Temple. La unitat mínima per repartir era el rafal i l'alqueria, i els territoris assignats es distribueixen en cavalleries.

## La Carta de Franquesa
Conquerida l'illa, el Rei veié la necessitat de consolidar el domini per mitjà d'establir-hi població cristiana fixa, en part perquè l'illa havia romàs molt despoblada després de morts en batalla, captures d'esclaus i fugides a Menorca i la Barbaria. Per això, a més, comptà amb el suport del papa Gregori IX. Així, el març de 1230 el Rei va promulgar la Carta de Franquesa, la qual concedia drets a aquells que s'aventurassin a anar a poblar Mallorca i els deslliurava d'estar sotmesos a diversos drets senyorials, de manera que deixaven de ser serfs de la gleva.

## Els pobladors
La major part dels pobladors de Mallorca foren ciutadans cristians de territoris propietat, vassalls o amb relacions estretes amb el Rei d'Aragó. Així, la bibliografia sol citar catalans, occitans, genovesos, pisans, aragonesos, francesos i castellans. No obstant això, entre tot aquest enfilall d'orígens hi havia grans diferències de percentatge, i així la quantitat de catalans sobrepassava de molt tota la resta i el percentatge de francesos i castellans sempre era, en tot cas, testimonial. Cal afegir que les dades amb què hom compta són parcials i sovint no aporten informació sobre l'origen dels pobladors, el qual sovint s'ha de deduir de llur nom i cognom amb el marge d'error que això comporta.
En general, el domini de pobladors catalans és absolut, sempre superior al cinquanta per cent, seguit pel d'occitans i aragonesos. No obstant això, les xifres oscil·len en funció de la zona; així, a ciutat hi hagué un nombre més elevat de pobladors d'origen divers, mentre que a la Part Forana el percentatge de catalans era aclaparador. Hom calcula que, a la ciutat, els catalans serien entre un 60 i un 75% dels repobladors, mentre que els occitans estarien entorn d'un 15 i un 10% (molt important degué ser el pes dels marsellesos, que havien participat significativament a la Conquesta) i el d'aragonesos, entorn d'un 7%, mentre que la resta tendrien altres procedències. En canvi, els estudis a la Part Forana indiquen que els catalans serien entre un 80 i un 90%, els occitans entre un 11 i un 6% i els aragonesos entre un 7 i un 1%. El motiu d'aquest desajustament devia ser el caràcter portuari, que convidava gent de llocs molt diversos a establir-s'hi.

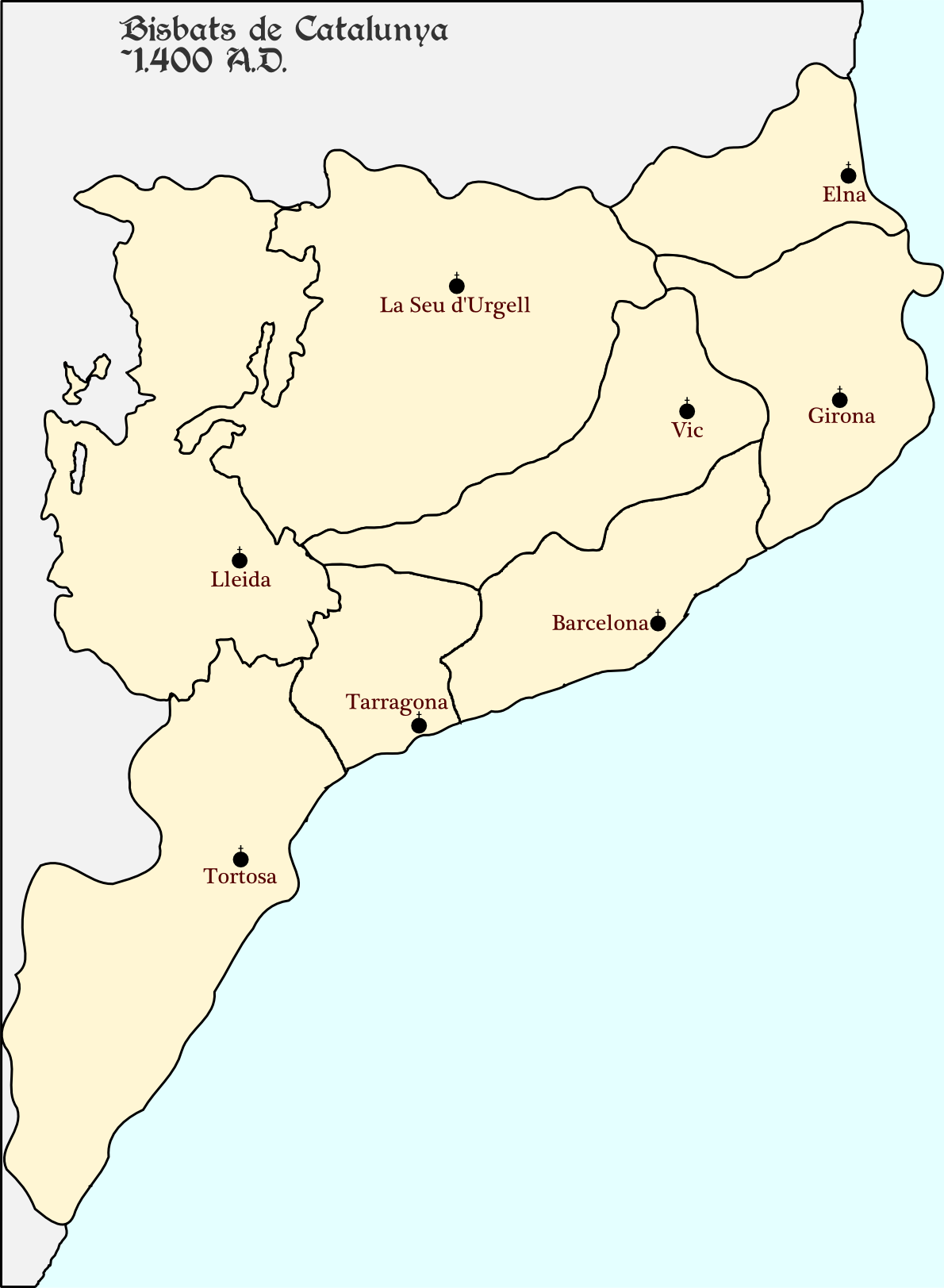
Bisbats catalans a l'edat mitjana

Més concretament, és possible de filar encara més prim en aquest gruix de pobladors catalans. La documentació indica que la quantitat de catalans procedents de les terres de Tarragona, Tortosa, Lleida, Urgell, Pallars i Ribagorça fou proporcionalment molt baixa, mentre que destaquen les aportacions de pobladors osonencs, barcelonins, gironins, empordanesos i rossellonesos. Aquest fet pot tenir relació amb els vincles dels senyors conqueridors amb aquestes terres (el comte de Rosselló, el d'Empúries, el bisbe de Barcelona i els Montcada) i que el repoblament de les terres de la Catalunya Nova era recent i no devia estar consolidat. En fi, sembla que el bisbat de Girona fou el focus més important de repobladors.
Per la qüestió de l'origen dels pobladors també cal tenir en compte altres fonts, indirectes, com ara l'evidència lingüística. Així, hom observa que els occitanismes i aragonesismes exclusius de Mallorca atribuïbles a aquest contingent de repobladors és molt inferior (gairebé inexistent) als percentatges més generosos que es donen d'entorn un 15%, cosa que suggereix que realment cal rebaixar aquests percentatges, com també indiquen altres fonts directes. Per altra banda, hom ha assenyalat que no és casual que el parlar de Mallorca tengui gran semblança, d'entre tots els parlars del continent, amb el de les terres de Girona, en menor mesura amb les terres centrals, les de Barcelona i les del Rosselló, i menys encara amb les de Tortosa, Lleida i l'Urgell, de tipus occidental. Els trets del mallorquí compartits pel català central són més forts a la zona de Girona, en concret la iodització i l'article salat, encara viu a la costa empordanesa en el parlar salat. En aquesta línia, és sorprenent el cas de Pollença, vila mallorquina on és absent l'article salat; pot tenir relació amb això el fet que Pollença fos la sola possessió dels templers a la Part Forana. Pot ser rellevant el fet que aquest orde tengués vincles principalment amb la Catalunya Nova, on hi ha menys rastres de l'article salat.

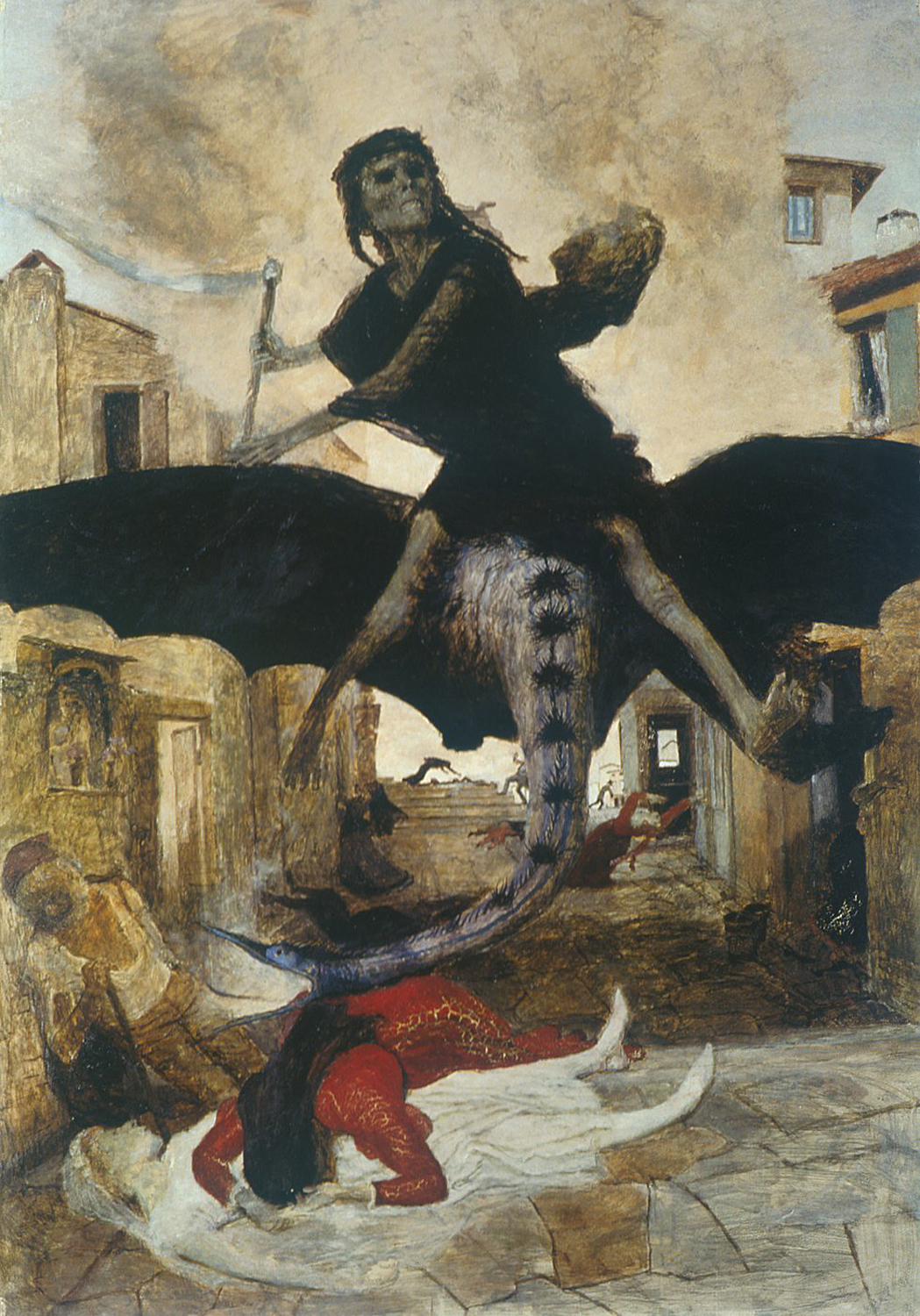
La pesta negra aturà el repoblament

En un primer moment immediatament posterior a la Conquesta, l'assentament de pobladors es concentrà sobretot a la ciutat, de manera que el camp mallorquí degué romandre relativament despoblat i la ciutat ja devia haver recobrat força les xifres de població en dues dècades. Això es degué deure a la importància del port de Mallorca en termes comercials, el qual calia refermar. A la ciutat devien anar arribant els nous pobladors, que d'allà es redistribuïen per tot el territori. Amb el temps, a partir de la segona meitat del segle xiii la densitat de població a la Muntanya i al Raiguer, com a altres zones del Pla com Sineu i Muro, començà a créixer de manera considerable, mentre que a les parts orientals, terres poc fèrtils en general, de l'illa la població torbà més a arrelar. Això condicionà que l'establiment de terres a les primeres zones fos en parcel·les més petites, mentre que a les segones sovint es tractava de latifundis. El repoblament es va allargar per tota l'illa fins ben entrat el segle xiv, però s'estroncà de cop amb la Pesta Negra el 1348.

## La població autòctona
La conquesta de Mallorca tengué grans diferències amb la de València. A Mallorca, la resistència indígena fou acarnissada i l'entrada dels cristians a la ciutat fou de pillatge i carnisseria, sense pietat ni pacte, com un acte de càstig. Molts de musulmans degueren morir, altres foren esclavitzats i la majoritat va fugir cap al camp mallorquí, bé refugiant-se a les muntanyes bé exilant-se fora de l'illa. Així doncs, conclosa la conquesta, la població musulmana es troba en un buit: la carta de franquesa era només pels cristians i els jueus tengueren concessions pròpies; en canvi, l'estatus dels musulmans no s'especifica enlloc. No tenien dret d'agrupar-se, per no formar comunitats que poguessin ser un perill, i no es documenta cap mesquida. Només es regula el dret dels sarraïns menorquins a residir lliurement a Mallorca al tractat de Capdepera, dret al qual ben pocs es degueren acollir. Així doncs, els moros mallorquins seguiren quatre camins: per una part, els que moriren durant la conquesta; per una altra part, els que fugiren de l'illa, cap a Menorca i el nord d'Àfrica; en tercer lloc, també hi hagué força musulmans capturats i esclavitzats; i, finalment, una part, molt reduïda, s'acollí als tractats de rendició i pogué colonitzar la terra, probablement prèvia conversió. Els exemples al Repartiment de colons musulmans són rars, i la població que romangué fou principalment esclavitzada, amb fórmules per l'alliberament. No hi hagué conversions forçoses massives, però la conversió era condició per l'alliberament. Una vegada alliberats, els conversos tanmateix eren estranys a la seva antiga terra, i estaven desarrelats i privats dels contactes que tenien abans de la conquesta.

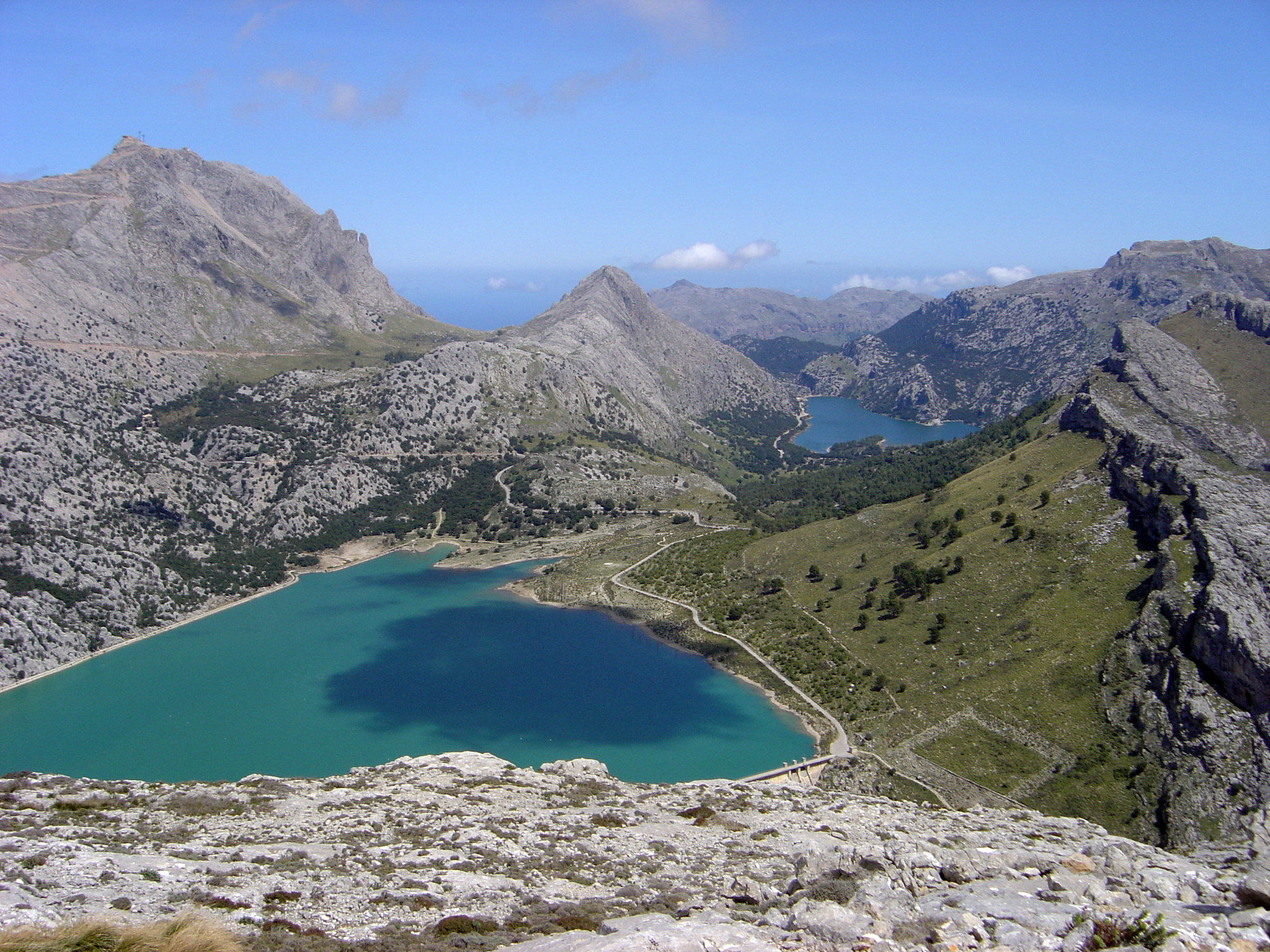
Els darrers musulmans es refugiaren a les muntanyes d'Almallutx

Les cròniques indiquen que els andalusins capturats durant la presa de la ciutat foren venuts com a esclaus, com també els que es reteren a la serra d'Artà. En canvi, dels que es refugiaren a la serra de Tramuntana, s'indica que una part es va acollir a un pacte entre el Rei en Jaume i Xuaip, el qual, en canvi, no ha deixat rastre documental. Sembla que la major part no es va retre i fou esclavitzada i venuda, de vegades a Mallorca però en molts de casos a comerciants que se'ls enduien a vendre altres indrets, pel fet que els andalusins que apareixen documentats gairebé sempre és com a esclaus. També és possible que molts dels que s'acollissin al pacte s'estimassin més d'anar-se'n fora de l'illa, a terres musulmanes. En qualsevol cas, l'esclavitud fou un fenomen estructural a la Mallorca dels segles xiii i xiv.
L'esclavització dels musulmans capturats provocà que l'antiga societat mallorquina es desestructuràs socialment i amb poc temps es convertís en una població minoritària i minoritzada. D'aquests, una part minoritària es convertí i amb el temps degué cobrar la llibertat, però molts no s'arribaren a convertir mai. En canvi, la població musulmana tenia poca capacitat reproductiva perquè la fragmentació familiar ho dificultava, i així s'anà esvaint amb poc temps. Pere Marsili encara conegué vells conversos que visqueren la conquesta. Aquesta substitució poblacional total contrasta amb allò que s'esdevengué a València, on els cristians feren pactes amb els musulmans per retre el seu territori sense guerra, probablement amb el precedent que hi havia hagut a Mallorca.
La llengua, la religió i la toponímia confirmen aquesta situació. En efecte, no hi ha referències posteriors al segle xiv que indiquin que la llengua àrab fos viva a Mallorca, si no és en casos d'esclaus que probablement provenien d'altres indrets. A més, la modalitat en què es transmeté la toponímia prejaumina a la nova societat catalana indica que en molts de casos no hi hagué transmissió oral, ans fou una pervivència merament cadastral, d'aquella toponímia imprescindible per anomenar les propietats que els colonitzadors adquirien. En canvi, no hi ha rastre de toponímia menor no lligada a la propietat d'origen àrab o berber. A més, tampoc no hi ha constància de conversions posteriors a l'edat mitjana, com sí que n'hi hagué de jueus, i l'expulsió dels moriscos no tengué efectes a Mallorca, la qual va ajudar a repoblar part de la comarca de la Marina. La celeritat d'aquest procés assimilador contrasta amb altres casos, com el valencià o el sicilià; en aquest darrer, la població islàmica torbà segles a ser assimilada i s'establí una continuïtat d'ocupament entre el període islàmic i el normand.
Aquest canvi poblacional tan sobtat és confirmat per la poca presència d'arabismes endèmics de Mallorca. Certament, el català de Mallorca té molts d'arabismes, però la major part són compartits pel català peninsular, cosa que vol dir que foren portats pels repobladors. En canvi, els mots d'origen aràbic que són exclusius de Mallorca o les Balears són molt pocs, cosa que indica que hi havia poca població per transmetre mots de l'àrab a la nova llengua de Mallorca. Al seu torn, la quantitat de mossarabismes és molt baixa, i molts d'estudiosos la redueixen a zero.

## Esglésies de repoblament

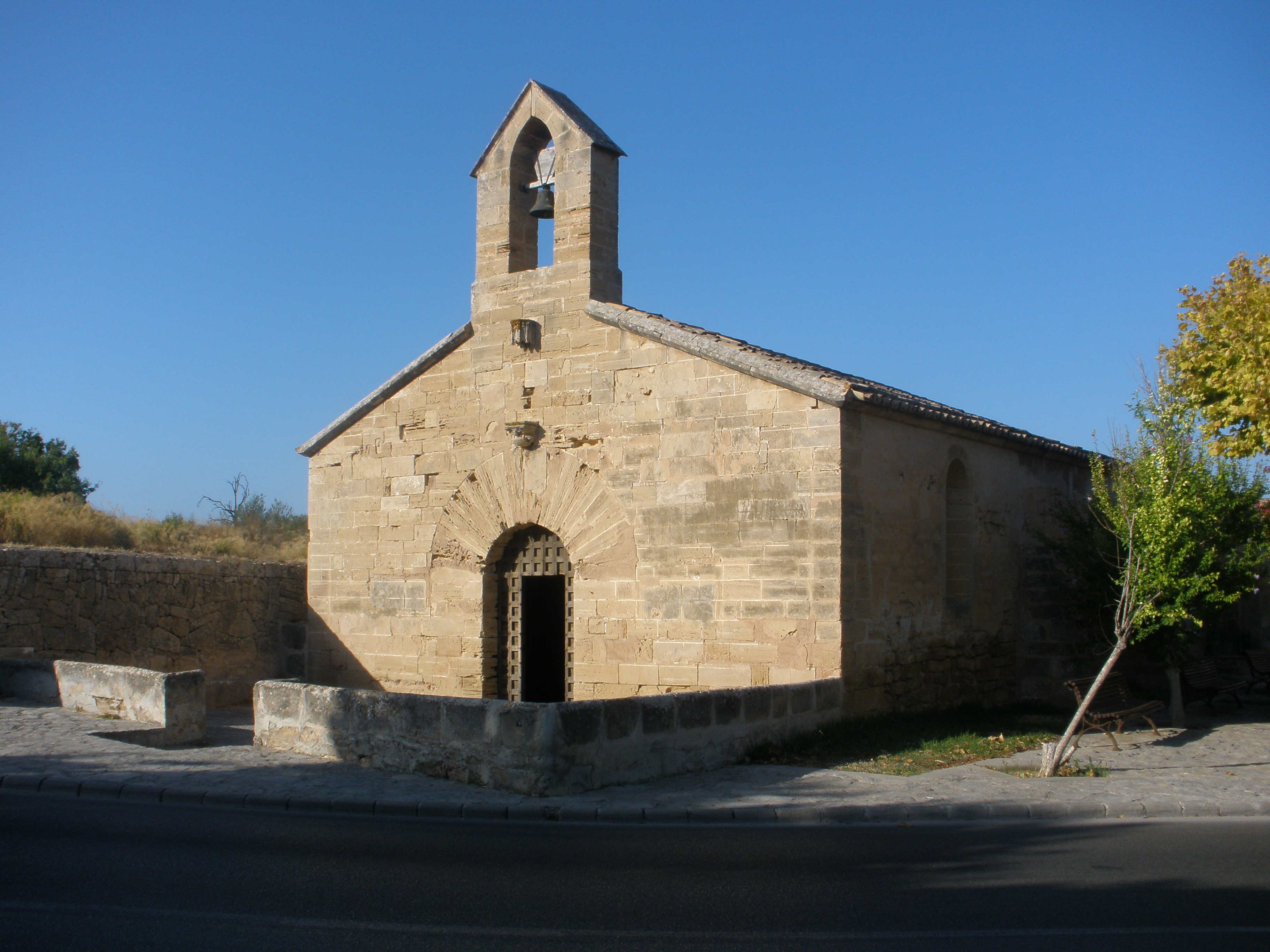
Església de Santa Aina (Alcúdia)

Culminada la Conquesta, i atès que sembla que en aquell temps la població a Mallorca, fora de la ciutat, era tota rural, s'emprengué la construcció de tot un seguit d'esglésies rurals distribuïdes arreu de l'illa pels nous pobladors. Les 28 parròquies establertes el 1248 amb la butla d'Innocenci IV no constituïrien el centre d'un nucli urbà almenys fins al segle xiv, a partir de la fundació de viles de Jaume II amb les Ordinacions de 1300. Originàriament, aquestes parròquies tenien unes característiques pròpies que estilísticament responien al moment històric, de transició del romànic al gòtic, i a les necessitats de la població i dels recursos.
Una característica circumstancial però molt definitòria d'aquest estil és que, a diferència de l'arquitectura que simultàniament es desenvolupava a la Seu (de la qual llavors ja s'havia conclòs la Capella Reial), és una arquitectura humil i destinada a acollir un nombre reduït de persones. En molts de casos es tracta dels primers temples bastits a la contrada, destinats a tenir un ús immediat després d'una construcció ràpida i per ventura fins i tot provisional, que, encara que segurament serien renovats, no modificarien l'estructura. Això comportà, entre altres coses, que aquestes esglésies no adoptassin la innovació de la volta de creueria, sinó que es decantassin per enteixinats de fusta sostenguts per arcs diafragmàtics apuntats. Aquesta solució és possible que fos afavorida per la presència d'obrers moriscs, la tradició dels quals era molt donada a aquesta mena d'artesania i particularment a la ornamentació dels enteixinats, decoració que no és estranya en l'arquitectura de repoblament. Hi ha casos en què el sostre original ha estat substituït posteriorment per una volta de canó, sovint per esfondrament o incendi de l'original. Més enllà d'això, l'ornamentació en aquestes esglésies no va més enllà de tímides motllures, influència de l'arquitectura del Cistell.
De les parròquies originals del segle xiii, actualment conserven aquesta tipologia Sant Miquel de Campanet, Sant Pere d'Escorca i la Pau de Castellitx. Es pot afegir, tot i que no foren parròquies, Santa Magdalena d'Inca, Santa Aina d'Alcúdia i Santa Llucia de Mancor. D'altra banda, tot i que no corresponen ni a la funció ni a la cronologia, s'adscriuen a la mateixa tipologia les esglésies de la Sang de Muro, Bellpuig d'Artà, Santa Fe de Palma, la capella de Sant Pau del Palau episcopal de Mallorca i, per bé que amb elements clarament romànics, la Capella del Temple de Palma. Finalment, consta que les esglésies de Sant Blai de Campos, Sant Jordi del Prat, Sant Ramon de Penyafort i Santa Catalina del Port de Sóller i Santa Margalida de Crestatx havien estat també esglésies d'aquestes característiques abans de ser destruïdes, esbucades o completament reformades. És probable, de fet, que totes les esglésies que figuren a la llista de parròquies de 1248 haguessin estat, originalment, esglésies de repoblament.